# 외젠 뫼니에
이아생트외젠 뫼니에(프랑스어: Hyacinthe-Eugène Meunier, 1841년 5월 14일~1906년 4월 22일)는 파티시에, 작가, 독학 화가이자 인상주의 그림 수집가이다. 외젠 뮈레르(프랑스어: Eugène Murer)로도 알려져 있다.
뫼니에는 1846년 5월 14일 푸아티에에서 태어났으며 인상파 화가들을 소개해준 아르망 기요맹의 어린 시절 친구였다. 그는 포부르 몽마르트르 거리(8 Rue du Faubourg-Montmartre)와 125 Faubourg Poissonnière에 있는 Grû의 파티시에였다.
그는 볼테르 대로 95번지에서 페이스트리 가게를 운영했는데, 매주 화요일 저녁 식사에 젊은 예술가, 수집가, 유명 예술가들을 초대했다. 오귀스트 르누아르, 알프레드 시슬레, 모네, 폴 세잔, 폴 가셰, 빈센트 반 고흐 및 테오 반 고흐, 쥘리앵 탕기, 미술상 Louis Legrand 및 Alphonse Portier, 노르베르 괴뇌트, 아르망 기요맹, 빅토르 비뇽, Pierre Franc-Lamy 및 카미유 피사로 등 유명 예술가들이 많이 찾아왔다. 영국의 미술사학자 콜린 B. 베일리는 이 시기의 뫼니에의 일기에 빈센트 반 고흐의 자살에 관한 슬픈 내용이 담겨 있어 추가 연구가 필요하다고 주장한다.
1906년 4월 22일, 뫼니에는 당시 가셰와 이웃하며 살고있었던 오베르쉬르우아즈에서 사망했다. 뫼니에는 파리의 빅토르 마세 39번지(39 rue Victor Massé)에 살았으며, 목수이자 미술 용품 상인인 미셸(Michel)이 있는 곳 위에 살며 그곳에서 물감을 구입하곤 했다. 그의 작품 중 하나인 1903년작 L'Oise at Isle-Adam은 오르세 미술관에 소장되어 있다.

## 작품 속 뫼니에

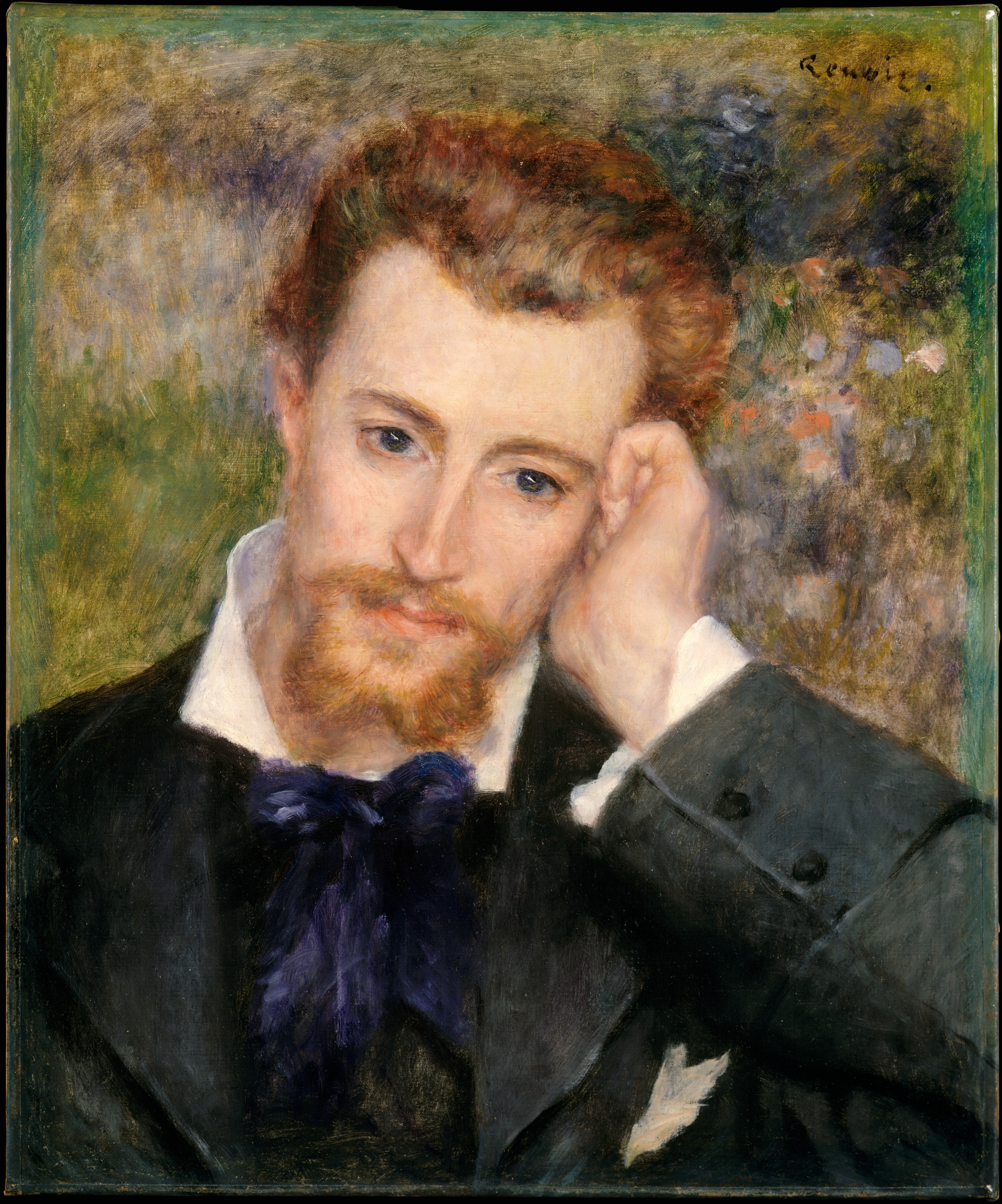
《외젠 뫼니에의 초상화》, 오귀스트 르누아르, 1877년
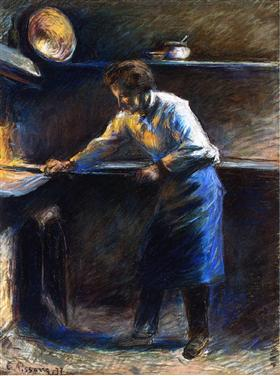
《페이스트리 오븐에 있는 외젠 뫼니에》, 카미유 피사로, 1877년
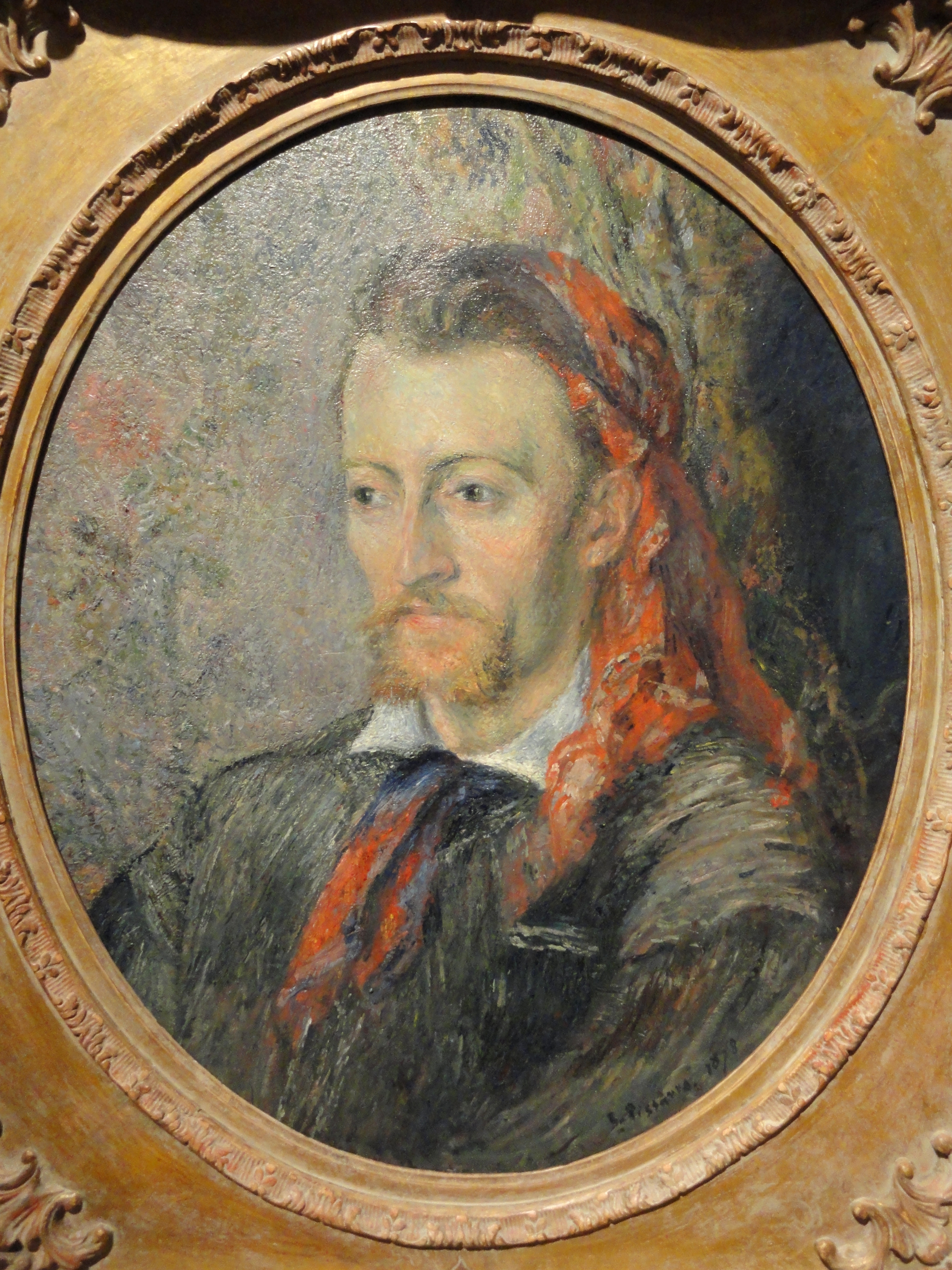
《외젠 뫼니에의 초상화》, 카미유 피사로, 1878년